# Rally de Zlín
El Rally de Zlín,  oficialmente Barum Czech Rally Zlín, es una carrera de rally que tiene lugar anualmente en la Región de Zlín, República Checa generalmente en el mes de agosto desde el año 1971. Debido a la cercanía de la ciudad de Zlín con Eslovaquia, varias ediciones han usado tramos situados en ese país. Ha sido puntuable para varios certámenes: para el campeonato de Checoslovaquia en los años 70 y 80, para la Copa Mitropa entre 1977 y 1980, para el Campeonato de Austria, para el Campeonato de la República Checa, para el Campeonato de Europa desde 1984 y para el Intercontinental Rally Challenge entre 2007 y 2012.
Actualmente se disputa únicamente sobre tramos de asfalto y con anterioridad se mezclaban vías pavimentadas y de gravilla. Todas las ediciones han sido patrocinadas por la marca checa de neumáticos Barum.

## Historia
El rally de Zlín se disputó por primera vez en 1971 y de manera amateur. Al año siguiente pasó a formar parte del torneo checoslovaco y el ganador de esa edición fue el piloto local Vladimír Hubáček con un Renault Alpine el cual volvería a ganar en dos ocasiones más, en 1973 y 1975. Los vehículos más utilizados durante la primera década fueron principalmente coches del fabricante checo Škoda, y con modelos como el Škoda 100, 110 o 120 principalmente de pilotos del país. Las características de la prueba se asemejaban a los rallyes de la época que mezclaba etapas con tramos de velocidad y etapas de concentración realizados en carreteras abiertas. Los tramos de asfalto se disputaban junto a otros de tierra más rotos y complicados. A partir de su cuarta edición, los pilotos extranjeros comenzaron a engrosar las lista de inscritos, caso de los alemanes Walter Röhrl, Franze Wittmann o Werner Hauck, este último vencedor de la prueba en 1974. También fueron protagonistas los pilotos austriacos e italianos. De 1976 a 1980 el Skoda 130RS vencería en manos de tres pilotos diferentes, destacando el noruego John Haugland que ganó en tres ocasiones. Este modelo lograría otra victoria en 1983 y participaría también en los 80 en otra versión denominada 130 L y homologado como grupo B.

### Años 1980 y 1990
En la década de los 80 los protagonista fueron vehículos como el Renault 5 Turbo, el Opel Manta, el Opel Ascona 400 o el Audi Quattro de grupo B, que ganó las ediciones de 1985 y 1986 con los pilotos Leo Pavlík y Harald Demuth que ya había logrado la victoria en 1984 pero con el Audi 80 Quattro. En 1986 la prueba visitó zonas de Eslovaquia como las colinas Považský Inovec, en Piestany. Al año siguiente venció el primer vehículo de grupo A, el Audi Coupé Quattro del checo Attila Ferjancz. Posteriormente el austríaco Franz Wittmann ganó la prueba dos ediciones consecutivas con el Lancia Delta HF 4WD.
A principios de la década de 1990 recibió el coeficiente 10 de dicho certamen y siguió siendo una prueba con participantes de todo el continente. En esa década destacaron el belga Patrick Snijers, ganador en 1991 con el Ford Sierra Cosworth 4x4 y en 1994 con el Ford Escort RS Cosworth y el italiano Enrico Bertone que ganaría tres veces con el Toyota Celica, en 1995, 1997 y 1998. El italiano se convirtió en el tercer piloto campeón de Europa en ganar en Zlín, tras Snijers y Weber.

### Años 2000

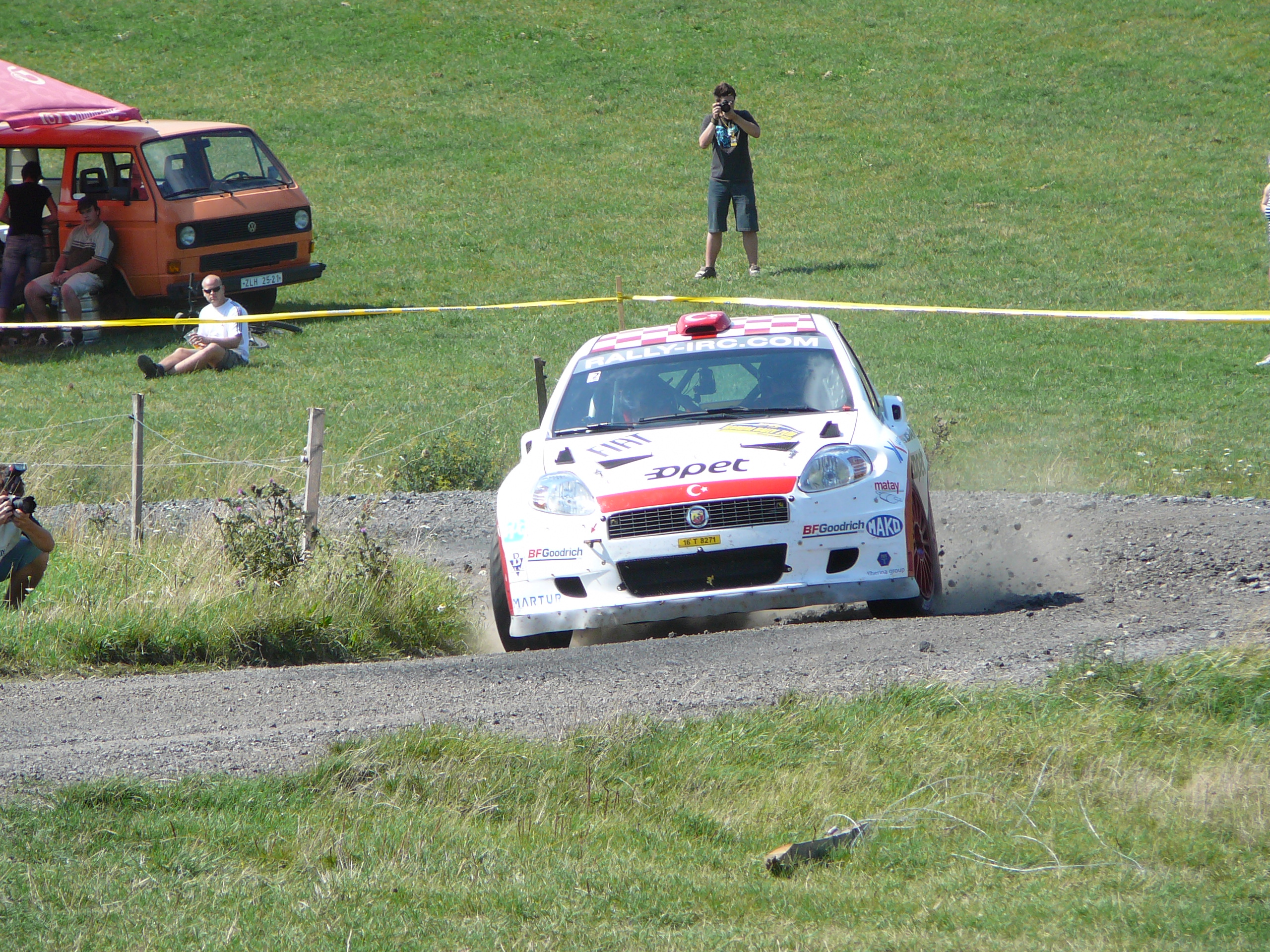
Participante durante la edición de 2007.

En el año 2000 el piloto checo Roman Kresta consiguió su primera victoria en el rally con solo veinticuatro años en el treinta aniversario de la prueba, convirtiéndose en el piloto más joven hasta la fecha en ganarla. Lo hizo además con el primer World Rally Car que conseguía el triunfo en Zlín: con el Škoda Octavia WRC. Kresta repetiría triunfo al año siguiente y  en 2006, en esta ocasión con un Mitsubishi Lancer Evo IX. En 2002 la prueba recibió el coeficiente 20, el máximo otorgado para los rallyes del campeonato de Europa. Esta puntuación supuso la presencia de hasta quince modelos WRC y pilotos con prioridad FIA B y gran presencia de espectadores.
En 2005 se vivió un enfrentamiento entre Roman Kresta y Renato Travaglia con victoria para el segundo debido al accidente de Kresta. En el año 2007 la prueba entró en el calendario el Intercontinental Rally Challege por lo que se convirtió junto al Rally de Ypres, en las únicas pruebas en ser puntuables para este certamen y para el europeo de manera simultánea. Ese año ganó el francés Nicolas Vouilloz con el primer vehículo de la categoría Super 2000: el Peugeot 207 S2000 preparado por Peugeot Sport España y acompañado en el podio por el español y compañero de equipo Enrique García Ojeda, que ese año se proclamaría además campeón del IRC.
Al año siguiente los pilotos de Peugeot protagonizaron el rally copando las primeras cuatro posiciones de la clasificación. El ganador fue Freddy Loix que logró su primera victoria, seguido de los franceses Nicolas Vouilloz y Bryan Bouffier, este último que terminó con una penalización de un minuto que le hizo perder sus opciones de victoria. Una de las novedades de esa edición fue la participación como vehículo cero del Škoda Fabia S2000 pilotado por Jan Kopecky, puesto que no disponía todavía de ficha de homologación y no pudo tomar la salida. Precisamente este modelo y el piloto checo Kopecky fueron los vencedores de la edición de 2009 un año donde también estuvieron presentes, el inglés Kris Meeke, que fue segundo y esa misma temporada sería campeón del IRC o el finés Juho Hänninen, compañero de Kopecky en el equipo Škoda Motorsport que fue tercero.

### Años 2010

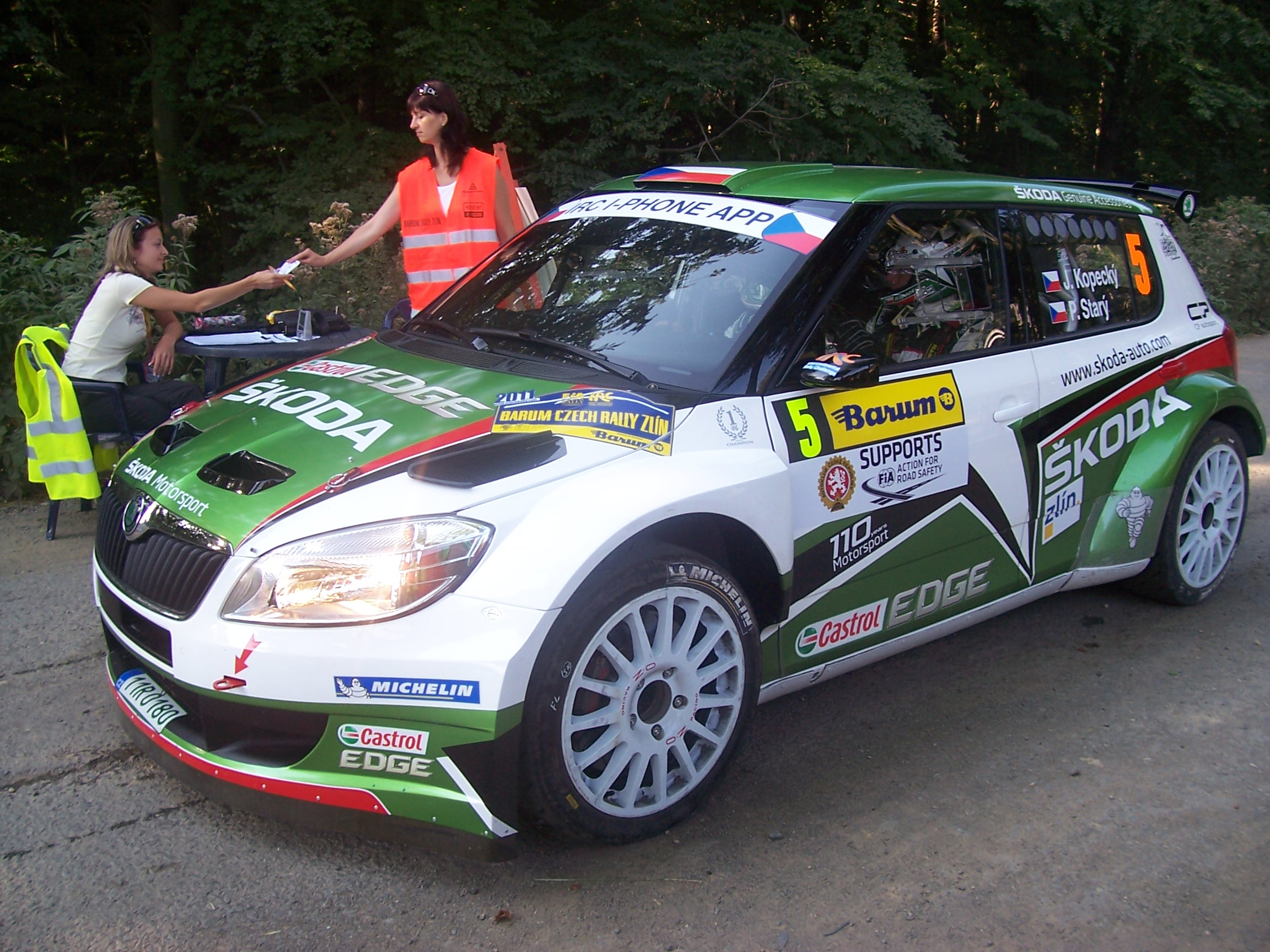
Jan Kopecký vencedor en tres ocasiones de la prueba durante la edición de 2012.

En el año 2010 la prueba celebró su cuadragésimo aniversario, en una edición marcada por el mal tiempo por lo que se convirtió en una dura prueba para los pilotos con numerosos abandonos y accidentes. Los protagonistas fueron el belga Freddy Loix y el francés Bouffier este último que cometió un error que le hizo perder casi diez minutos dejando en solitario a Loix que consiguió su segunda victoria en Zlín. El podio formado por tres Skoda Fabia S2000, lo completaron Juho Hänninen y Pavel Valousek.
En 2011 la prueba recuperó tramos que no se disputaban en años. Tras el abandono de pilotos como Bouffier, Jan Kopecky y Freddy Loix se enfrentaron en la lucha por el primer puesto, que fue finalmente para el piloto checo que venció por un estrecho margen de solo 1,2 segundos. El podio lo completó Hänninen con el tercer Skoda Fabia S2000. En 2012 fue el piloto finés quien venció dando al Fabia la cuarta victoria consecutiva en la prueba.

## Palmarés
| Año     | Edición                    | Piloto               | Copiloto          | Automóvil                | Series   |
| ------- | -------------------------- | -------------------- | ----------------- | ------------------------ | -------- |
| 1971    | 1. Barum Rallye            | Halamazňa            | Kostruh           | Škoda 1100 MB            |          |
| 1972    | 2. Barum Rallye            | Vladimír Hubáček     | Rieger            | Renault Alpine           |          |
| 1973    | 3. Barum Rallye            | Vladimír Hubáček     | Minařík           | Renault Alpine           |          |
| 1974    | 4. Barum Rallye            | Hauck                | Pitz              | Porsche 911 Carrera SC   |          |
| 1975    | 5. Barum Rallye            | Vladimír Hubáček     | Minařík           | Renault Alpine           |          |
| 1976    | 6. Barum Rallye            | John Haugland        | Antonsen          | Škoda 130RS              |          |
| 1977    | 7. Barum Rallye            | Václav Blahna        | Hlávka            | Škoda 130RS              |          |
| 1978    | 8. Barum Rallye            | Šedivý               | Janeček           | Škoda 130RS              |          |
| 1979    | 9. Barum Rallye            | John Haugland        | Bohlin            | Škoda 130RS              |          |
| 1980    | 10. Barum Rallye           | John Haugland        | Bohlin            | Škoda 130RS              |          |
| 1981    | 11. Barum Rallye           | Andrea Zanussi       | Fachin            | Porsche 911 Carrera SC   |          |
| 1982    | 12. Barum Rallye           | Kalnay               | Hinterleitner     | Opel Ascona 400          |          |
| 1983    | 13. Barum Rallye           | Ladislav Křeček      | Motl              | Škoda 130RS              |          |
| 1984    | 14. Barum Rallye           | Harald Demuth        | Lux               | Audi 80 Quattro          | ERC      |
| 1985    | 15. Barum Rallye           | Harald Demuth        | Radaelli          | Audi Quattro A2          | ERC      |
| 1986    | 16. Barum Tríbeč Rallye    | Leo Pavlík           | Karel Jirátko     | Audi Quattro A2          | ERC      |
| 1987    | 17. Barum Tríbeč Rallye    | Attila Ferjancz      | János Tandari     | Audi Coupé Quattro       | ERC      |
| 1988    | 18. Barum Tríbeč Rallye    | Franz Wittmann       | Jörg Patterman    | Lancia Delta HF 4WD      | ERC      |
| 1989    | 19. Barum Rallye           | Franz Wittmann       | Jörg Patterman    | Lancia Delta HF 4WD      | ERC      |
| 1990    | 20. Barum Rallye           | Mikael Sundström     | Juha Repo         | Mazda 323 4WD            | ERC      |
| 1991    | 21. Barum Rallye           | Patrick Snijers      | Dany Colebunders  | Ford Sierra Cosworth 4x4 | ERC      |
| 1992    | 22. Barum Rallye           | Erwin Weber          | Manfred Hiemer    | Mitsubishi Galant VR-4   | ERC      |
| 1993    | 23. Barum Rallye           | Raimund Baumschlager | Klaus Wicha       | Ford Escort RS Cosworth  | ERC      |
| 1994    | 24. Barum Rallye           | Patrick Snijers      | Dany Colebunders  | Ford Escort RS Cosworth  | ERC      |
| 1995    | 25. Barum Rallye           | Enrico Bertone       | Massimo Chiapponi | Toyota Celica Turbo 4WD  | ERC      |
| 1996    | 26. Barum Rallye           | Stanislav Chovanec   | Henrich Kurus     | Ford Escort RS Cosworth  | ERC      |
| 1997    | 27. Barum Rallye           | Enrico Bertone       | Michal Kočí       | Toyota Celica 4WD        | ERC      |
| 1998    | 28. Barum Rallye           | Enrico Bertone       | Michal Kočí       | Toyota Celica GT-Four    | ERC      |
| 1999    | 29. Barum Rallye           | Janusz Kulig         | Emil Horniaček    | Toyota Celica GT-Four    | ERC      |
| 2000    | 30. Barum Rallye           | Roman Kresta         | Jan Tománek       | Škoda Octavia WRC        | ERC      |
| 2001    | 31. Barum Rally Zlín       | Roman Kresta         | Jan Tománek       | Škoda Octavia WRC Evo.2  | ERC      |
| 2002    | 32. Barum Rally Zlín       | Renato Travaglia     | Flavio Zanella    | Peugeot 206 WRC          | ERC      |
| 2003    | 33. Barum Rally Zlín       | Václav Pech          | Petr Uhel         | Ford Focus WRC           | ERC      |
| 2004    | 34. Barum Rally Zlín       | Jan Kopecký          | Filip Schovánek   | Škoda Fabia WRC          | ERC      |
| 2005    | 35. Barum Rally Zlín       | Renato Travaglia     | Flavio Zanella    | Renault Clio S1600       | ERC      |
| 2006    | 36. Barum Rally Zlín       | Roman Kresta         | Petr Gross        | Mitsubishi Lancer Evo IX | ERC      |
| 2007    | 37. Barum Rally Zlín       | Nicolas Vouilloz     | Nicolas Klinger   | Peugeot 207 S2000        | ERC, IRC |
| 2008    | 38. Barum Rally Zlín       | Freddy Loix          | Robin Buysmans    | Peugeot 207 S2000        | ERC, IRC |
| 2009    | 39. Barum Czech Rally Zlín | Jan Kopecký          | Petr Stary        | Škoda Fabia S2000        | ERC, IRC |
| 2010    | 40. Barum Czech Rally Zlín | Freddy Loix          | Fréderic Miclotte | Škoda Fabia S2000        | ERC, IRC |
| 2011    | 41. Barum Czech Rally Zlín | Jan Kopecký          | Petr Starý        | Škoda Fabia S2000        | ERC, IRC |
| 2012    | 42. Barum Czech Rally Zlín | Juho Hänninen        | Mikko Markkula    | Škoda Fabia S2000        | ERC, IRC |
| 2013    | 43. Barum Czech Rally Zlín | Jan Kopecký          | Pavel Dresler     | Škoda Fabia S2000        | ERC      |
| 2014    | 44. Barum Czech Rally Zlín | Václav Pech Jr.      | Petr Uhel         | Mini Cooper S2000        | ERC      |
| 2015    | 45. Barum Czech Rally Zlín | Jan Kopecký          | Pavel Dresler     | Škoda Fabia R5           | ERC      |
| 2016    | 46. Barum Czech Rally Zlín | Jan Kopecký          | Pavel Dresler     | Škoda Fabia R5           | ERC      |
| 2017    | 47. Barum Czech Rally Zlín | Jan Kopecký          | Pavel Dresler     | Škoda Fabia R5           | ERC      |
| 2018    | 48. Barum Czech Rally Zlín | Jan Kopecký          | Pavel Dresler     | Škoda Fabia R5           | ERC      |
| 2019    | 49. Barum Czech Rally Zlín | Jan Kopecký          | Pavel Dresler     | Škoda Fabia R5 Evo       | ERC      |
| 2020    | Edición cancelada          | Edición cancelada    | Edición cancelada | Edición cancelada        | ERC      |
| 2021    | 50. Barum Czech Rally Zlín | Jan Kopecký          | Jan Hloušek       | Škoda Fabia Rally2 evo   | ERC      |
| 2022    | 51. Barum Czech Rally Zlín | Jan Kopecký          | Jan Hloušek       | Škoda Fabia Rally2 evo   | ERC      |
| 2023    | 52. Barum Czech Rally Zlín | Jan Kopecký          | Jan Hloušek       | Škoda Fabia RS Rally2    | ERC      |
| Fuentes |                            |                      |                   |                          |          |

### Ganadores
El piloto con más victorias es el checo Jan Kopecký con diez victorias. Tras él, hasta cuatro pilotos diferentes han logrado vencer en tres ocasiones, aunque ninguno de ellos de manera consecutiva. El primero en conseguirlo fue Vladimír Hubáček. Otros pilotos con más de una victoria fueron: Franz Wittmann, Harald Demuth, Patrick Snijers y Renato Travaglia, todos con dos triunfos.
| # | Piloto           | Victorias | Años                                                                   |
| - | ---------------- | --------- | ---------------------------------------------------------------------- |
| 1 | Jan Kopecký      | 12        | 2004, 2009, 2011, 2013, 2015, 2016, 2017, 2018, 2019, 2021, 2022, 2023 |
| 2 | Vladimír Hubáček | 3         | 1972, 1973, 1975                                                       |
| 2 | John Haugland    | 3         | 1976, 1979, 1980                                                       |
| 2 | Enrico Bertone   | 3         | 1995, 1997, 1998                                                       |
| 2 | Roman Kresta     | 3         | 2000, 2001, 2006                                                       |